# Dachau

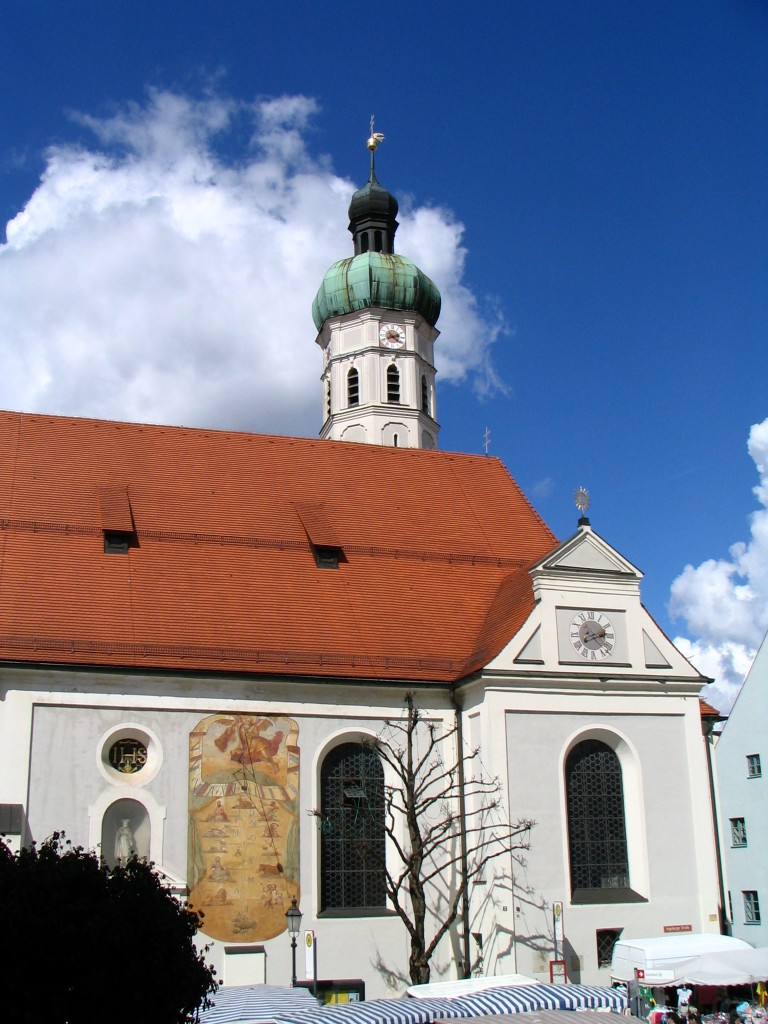
Dachau: Giáo đường St Jakob

Dachau là một thị xã ở Oberbayern, phía nam Đức, khoảng 20 km về phía tây bắc Munich. Dachau được lập vào thế kỷ 8. Đây là nơi có cư dân làm việc ở Munich. Dân số cuối năm 2007 khoảng 40.570 người. Thị xã có trung tâm lịch sử với một toà lâu đài thế kỷ 18. Thị trấn này cũng nổi tiếng vì ở gần trại tập trung Dachau được Đức quốc xã xây vào năm 1933 nơi mà hàng chục ngàn người đã chết.
Ludwig Thoma sinh ra ở đây.

Đô thị này tọa lạc bên sông Amper. Các đô thị giáp ranh: Bergkirchen về phía tây, Schwabhausen và Hebertshausen về phía bắc và Karlsfeld về phía nam. Phía đông, Dachau giáp đô thị Oberschleißheim, thuộc huyện Munich.
Dachau gồm 3 khu vực trung tâm:
- Phố cổ: Altstadt, Mitterndorf, Udlding, Etzenhausen, Unterer Markt
- Dachau Đông: Oberaugustenfeld, Unteraugustenfeld, Polln, Obergrashof, parts of Prittlbach
- Dachau Nam: Himmelreich, Holzgarten, một phần Gröbenried

## Người địa phương nổi tiếng
Những người sinh ra và từng sinh sống ở Dachau có
- Roman Herzog
- Ludwig Thoma
- Adolf Hölzel
- Christian Morgenstern
- Carl Spitzweg
- Ernst Toller
- Joseph Effner
- Leonhard von Hohenhausen
- Lovis Corinth
- Jesse Martin
- Sigmund Rascher

 Thị trấn Dachau

## Tham khảo

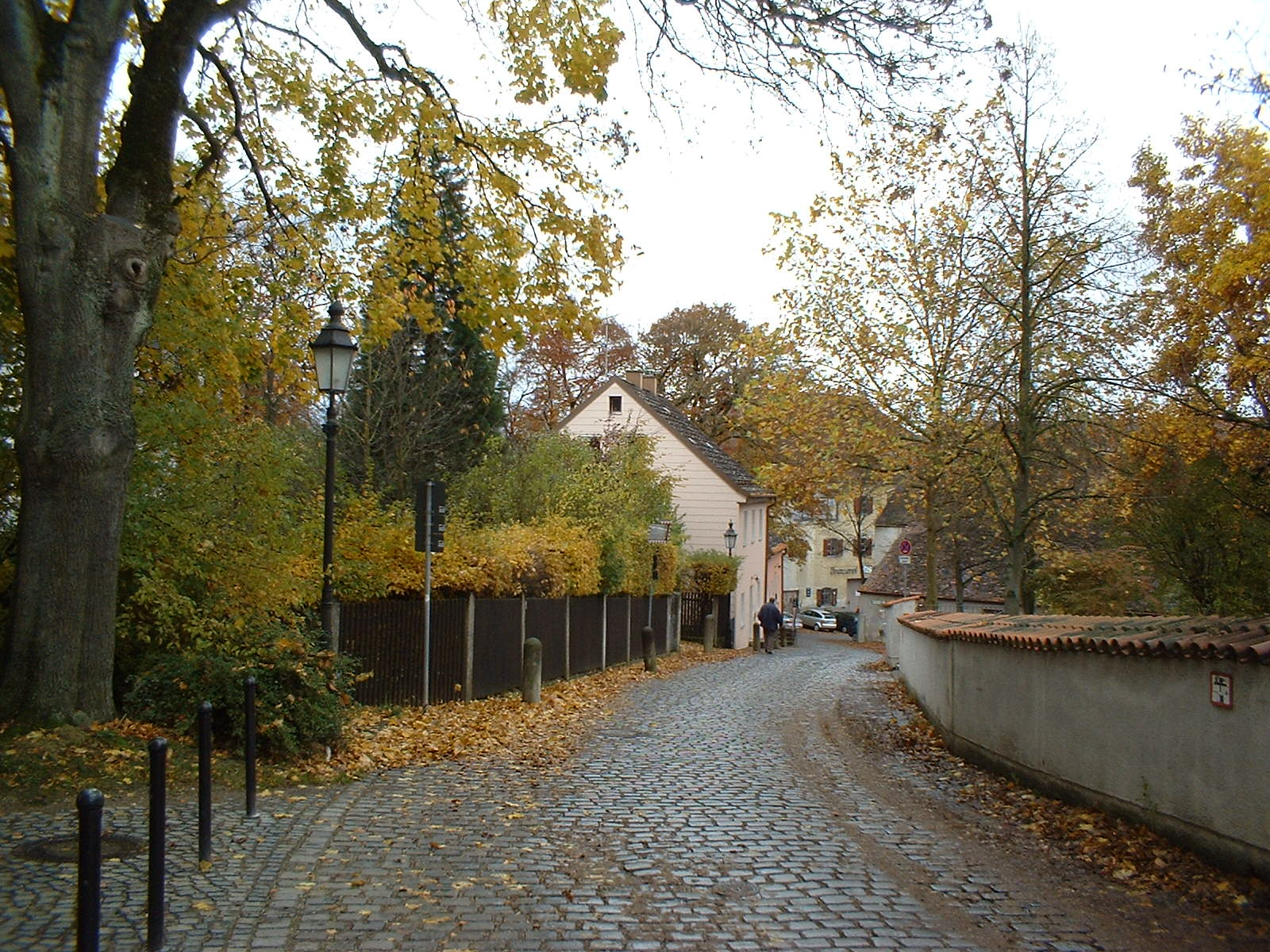
Dachau in fall 2002